# کیتسی
کیتسی (به آلمانی: Kittsee) یک شهر بازاری و شهرستان اتریش در اتریش است که در Neusiedl am See District واقع شده‌است.

## خصوصیات
کیتسی ۱۹٫۳ کیلومترمربع مساحت دارد ۱۳۸ متر بالاتر از سطح دریا واقع شده‌است.

## نگارخانه

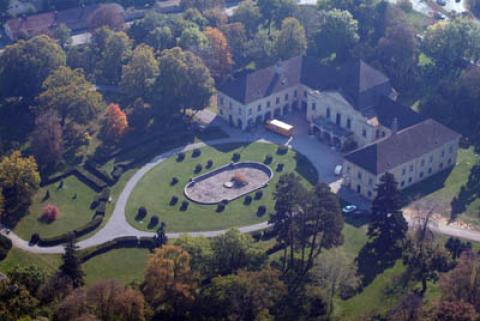
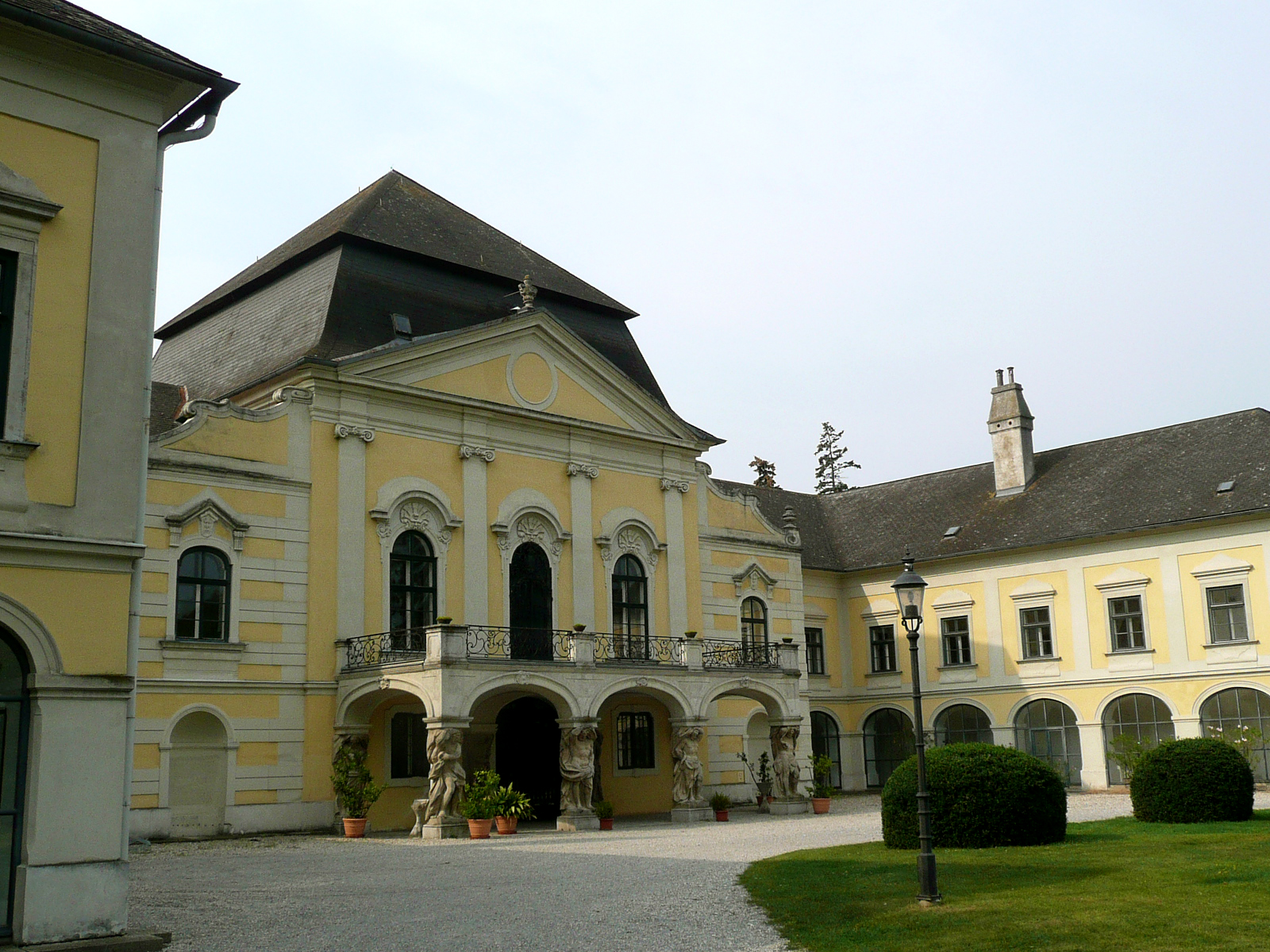
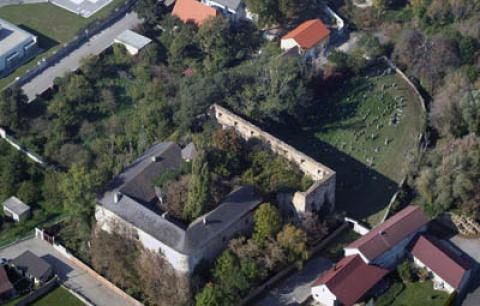
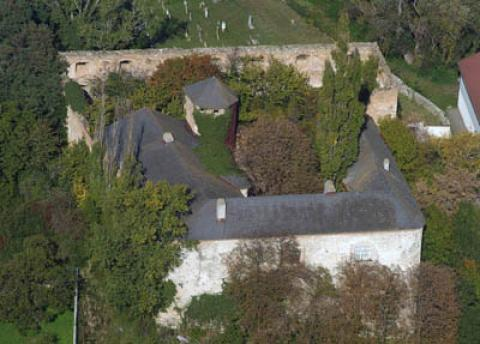